# Унешув
Унешув (пол. Unieszów, нім. Berthelschütz) — село в Польщі, у гміні Ключборк Ключборського повіту Опольського воєводства.
Населення — 103 особи (2011).

## Демографія
Демографічна структура станом на 31 березня 2011 року:
|          | Загалом | Допрацездатний вік | Працездатний вік | Постпрацездатний вік |
| -------- | ------- | ------------------ | ---------------- | -------------------- |
| Чоловіки | 52      | 7                  | 38               | 7                    |
| Жінки    | 51      | 7                  | 32               | 12                   |
| Разом    | 103     | 14                 | 70               | 19                   |